# 皮山国
皮山国，西域城国名。

汉朝时王治皮山城（今新疆皮山县东南）。属西域都护。东汉以后役属于阗。

## 古籍记载
- 《汉书·卷九十六上·西域传第六十六上》：“皮山国，王治皮山城，去长安万五十里。户五百，口三千五百，胜兵五百人。左右将、左右都尉、骑君、译长各一人。东北至都护治所四千二百九十二里，西 南至乌秅国千三百四十里，南与天笃接，北至姑墨千四百五十里，西南当罽宾、 乌弋山离道，西北通莎车三百八十里。”

## 外部連結
[在维基数据编辑]
 《欽定古今圖書集成·方輿彙編·邊裔典·皮山部》，出自陈梦雷《古今圖書集成》